# Водоріз американський
Водоріз американський (Rynchops niger) — вид сивкоподібних птахів родини мартинових (Laridae).

## Поширення
Вид поширений в Південній Америці та вздовж атлантичного узбережжя Північної Америки.

## Опис
Птах завдовжки 40-50 см, розмах крил 107—127 см. Вага тіла 200—450 г. Верхня частина тіла, крила, верх голови чорного забарвлення. Черево, груди, низ хвоста — біла. Основа дзьоба червона, а кінчик чорний. Ноги червоні.

## Спосіб життя
Живуть невеликими групами в гирлах річок і на великих внутрішніх водоймах. Нічні або присутінкові птиці. Живляться дрібною рибою і великими безхребетними. Поживу здобувають, літаючи низько над водою і ловлячи здобич довгим піддзьобом з поверхні води. Гніздяться колоніями на мілинах та піщаних пляжах. У кладці 3-7 яйця.